# Jokerit
Jokerit (dt. Die Joker, vollständiger Vereinsname Helsingin Jokerit ry) ist ein finnischer Eishockeyverein aus Helsinki. Jokerit spielt seit 2023/24 in der zweiten finnischen Eishockeyliga Mestis.
Der Verein ging 1967 aus der Eishockeyabteilung des in Konkurs geratenen Sportvereins Töölön Vesa hervor. Jokerit spielte von 1969 bis 2014, unterbrochen durch ein Jahr der Zweitklassigkeit 1988/89 in der höchsten finnischen Spielklasse, der heutigen Liiga, und errang in dieser Zeit sechs finnische Meisterschaften. Die Spiele des traditionell finnischsprachigen Jokerit gegen den schwedischsprachigen Stadtrivalen Helsingfors IFK waren das wichtigste Derby im finnischen Eishockey. Von 2014 bis 2022 spielte Jokerit als einziger finnischer Eishockeyklub in der Kontinentalen Hockey-Liga, zog sich aber im Februar 2022 aufgrund des russischen Angriffs auf die Ukraine aus dem Spielbetrieb der KHL zurück.
Ihre Heimspiele absolvierte die Mannschaft in der 1.500 Zuschauer fassenden Keravan Jäähalli.

## Geschichte
Die Eishockeyabteilung des Amateur-Sportvereins Töölön Vesa war hoch verschuldet und wurde 1967 aufgelöst. Aimo Mäkinen nutzte die Gelegenheit und gründete auf Basis der vorhandenen Strukturen einen semi-professionellen Sportverein, einschließlich der Juniorenmannschaften und dem Startrecht in der zweithöchsten finnischen Liga, der Suomi-sarja.
Aus der ersten Mannschaft von Töölön Vesa wurden nur wenige Spieler in den neuen Verein übernommen. Unter diesen waren Timo Turunen, der heute noch bester Punktesammler der Vereinsgeschichte ist. Hinzu kamen Pentti Hiiros und Timo Kyntölä, mit denen er bis 1975 die sogenannte nallipyssyketju-Reihe bildete – dieser Name rührt von der eher geringen Körpergröße der Spieler (Hiiros war mit 172 cm der größte der drei Spieler) her.
Am 28. Juni 2013 wurde offiziell bekannt gegeben, dass sowohl die Halle (Hartwall Areena) als auch der Klub an russische Oligarchen, nämlich Gennadi Nikolajewitsch Timtschenko und die Rotenberg-Familie (Arkadi Rotenberg und Boris Rotenberg), verkauft wurde. Einhergehend damit erfolgt ab der Saison 2014/15 der Wechsel in die Kontinentale Hockey-Liga. Mit dem Wechsel verdreifachte sich das Budget Jokerits, der Steigerung standen aber kaum höhere Einnahmen entgegen: in den ersten drei Jahren in der KHL machte Jokerit einen Verlust von jeweils 13 bis 15 Mio. Euro.
Nach dem russischen Überfall auf die Ukraine zog sich das Team am 25. Februar 2022 aus der KHL zurück.
Anfang 2023 beantragte Jokerit die Aufnahme in die zweite finnische Eishockeyliga Mestis und spielen dort seit der Saison 2023/24. 2024/25 wurden sie als Vorrundenbester auch Meister.

## Erfolge

### Herrenmannschaft
- SM-sarja:
  - 1× Meister: 1973
- SM-liiga:
  - 5× Meister: 1992, 1994, 1996, 1997, 2002
  - 6× Vizemeister: 1971, 1983, 1995, 2000, 2005, 2007
- Europapokal:
  - 2× Pokalsieger: 1995, 1996
- IIHF Continental Cup:
  - 1× Pokalsieger: 2003
- Mestis
  - 1× Meister: 2024/25

### Junioren-Mannschaft
- SM-liiga-Meisterschaft:
  - A-Junioren (bis 20 Jahre):
    - Goldmedaille: 1988, 1996, 1999, 2000
    - Silbermedaille: viermal

  - B-Junioren (bis 18 Jahre):
    - Goldmedaille: 1976, 1999, 2003
    - Silbermedaille: viermal
    - Bronzemedaille: sechsmal

  - C-Junioren (bis 16 Jahre):
    - Goldmedaille: 1976, 1977, 1978, 1997, 2000
    - Silbermedaille: dreimal
    - Bronzemedaille: viermal

## Spieler

### Gesperrte Trikotnummern
- #5  Esa Tikkanen
- #8  Teemu Selänne
- #11  Tomek Valtonen
- #17  Jari Kurri
- #23  Petri Varis
- #24  Waltteri Immonen
- #91  Otakar Janecký

### NHL-Spieler
Die folgenden NHL-Spieler begannen ihre Karriere bei Jokerit oder spielten im Laufe ihrer Karriere für den Verein. Die Jahreszahlen in Klammern geben die Zeit bei Jokerit an.
- Antti Aalto (2001–2003)
- Sean Bergenheim (2001–2003, 2004)
- Brian Campbell (2004/05)
- Valtteri Filppula (2003–2005)
- Niklas Hagman (2014–2016)
- Sami Helenius (1992, 2003–2004, 2007–2009)
- Henri Jokiharju (bis 2015)
- Niko Kapanen (2014–2016)
- Erik Karlsson (2012–2013)
- John Klingberg (2011/12)
- Joonas Korpisalo (2009–2014)
- Jari Kurri (1977–1980, 1994)
- Kevin Lankinen (2013/14)
- Kari Lehtonen (2000–2003)
- Ville Leino (2007/08)
- Juha Lind (1993–1997, 1998/99, 2008–2010)
- Esa Lindell (2008–2014)
- Tomi Mäki (2001–2005, 2008–2019)
- Glen Metropolit (2003–2005)
- Antti-Jussi Niemi (1996–2000, 2002–2003, 2009–2014)
- Michael Nylander (2010)
- Linus Omark (2014/2015)
- Ville Peltonen (2001–2003)
- Karri Rämö (2017–2018)
- Jani Rita (1998–2001, seit 2006)
- Jarkko Ruutu (seit 2011)
- Tuomo Ruutu (2000–2002)
- Sami Salo (1997–1998)
- Teemu Selänne (1988–1992, 1994)
- Tim Stapleton (2006–2008)
- Teuvo Teräväinen (2008–2014)
- Tim Thomas (2004–2005)
- Esa Tikkanen (1999–2000)
- Antti Törmänen (1990–1995, 1996–1998, 2000–2002)
- Ossi Väänänen (1998–2000, 2004/05, 2010–2016)
- Petri Varis (1993–1997, 1999–2001, 2004–2009)

## Trainer seit 1968
- Jorma Kyntölä 1968–1969
- Aulis Hirvonen 1969–1970
- Matti Lampainen 1970–1973, 1973–1974
- Rauli Virtanen 1973
- Boris Majorow 1974–1976, 1990–1993
- Jorma Borgström 1976–1977
- Pentti Katainen 1977–1978
- Timo Turunen 1978
- Matti Väisänen 1978–1980, 1985–1987
- Olli Hietanen 1980–1982
- Reino Ruotsalainen 1982–1985
- Henry Leppä 1987–1988
- Kari Mäkinen 1988–1990
- Alpo Suhonen 1993
- Hannu Aravirta 1993–1996
- Curt Lundmark 1996–1997, 1997–1998
- Sakari Pietilä 1997
- Hannu Kapanen 1998–1999
- Timo Lahtinen 1999
- Erkka Westerlund 1999–2001, 2010–2012
- Raimo Summanen 2001–2003
- Hannu Jortikka 2003–2005, 2009–2010
- Waltteri Immonen 2005
- Curt Lindström 2005–2006
- Doug Shedden 2006–2008
- Glen Hanlon 2008–2009
- Hannu Aravirta 2009
- Hannu Jortikka 2009–2010
- Erkka Westerlund 2010–2012
- Tomi Lämsä 2012–2013
- Tomi Lämsä, Tomek Valtonen 2013–2014
- Erkka Westerlund 2014–2016
- Jukka Jalonen seit 2016